# Complex militar-industrial
Complex militar-industrial (CMI) descriu la relació entre l'exèrcit d'un país i la indústria de defensa que li fa el subministrament, vist conjuntament com un interès creat que influeix en les polítiques públiques. Un factor impulsor de la relació entre l'exèrcit i les corporacions de defensa és que ambdues parts es beneficien: una de l'obtenció d'armes de guerra i l'altra es beneficia de subministrar-les. El terme s'utilitza sovint en referència al sistema que hi ha darrere de les forces armades dels Estats Units, on la relació és més freqüent a causa dels vincles estrets entre la indústria armamentística, el Pentàgon i els polítics. L'expressió va guanyar popularitat després d'un avís dels efectes perjudicials de la relació, en el discurs de comiat del president Dwight D. Eisenhower el 17 de gener de 1961.
En el context dels Estats Units, la denominació de vegades s'estén al complex militar-industrial-congressual, afegint el Congrés dels EUA per formar una relació de tres costats anomenada "triangle de ferro". Les seves tres potes inclouen contribucions polítiques, aprovació política per a la despesa militar, pressió per donar suport a les burocràcies i supervisió de la indústria; o més àmpliament, tota la xarxa de contractes i fluxos de diners i recursos entre individus, així com corporacions i institucions dels contractistes de defensa, contractistes militars privats, el Pentàgon, el Congrés i el poder executiu.

## Etimologia

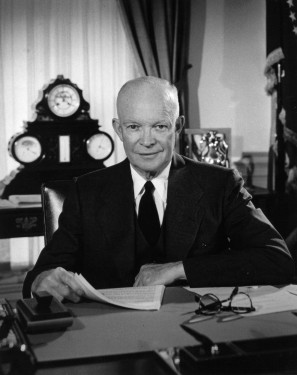
Imatge televisiva del missatge de comiat del president Dwight Eisenhower, on va divulgar el concepte de complex militar-industrial.

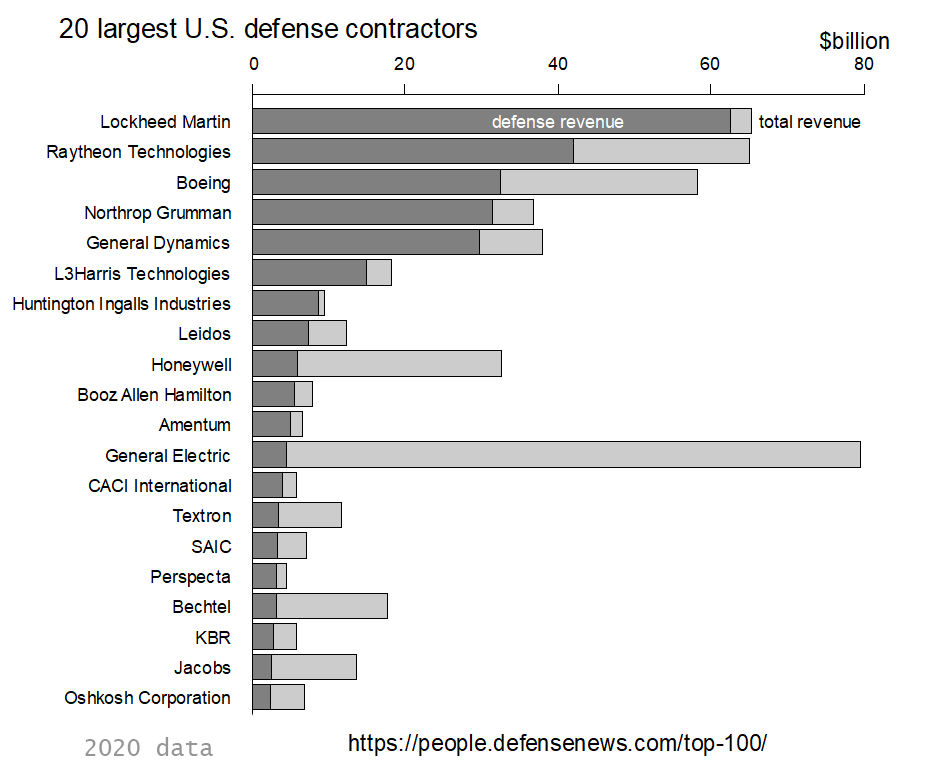

Presència militar dels EUA a tot el món el 2007., els Estats Units encara tenien moltes bases i tropes estacionades en l'àmbit mundial.

Els 20 contractistes de defensa més grans dels EUA classificats segons els seus ingressos de defensa a partir del 2020 
President dels Estats Units (i general de cinc estrelles des de la Segona Guerra Mundial) Dwight D. Eisenhower va utilitzar el terme en el seu Discurs de comiat a la nació el 17 de gener de 1961:
| « | Un element vital per mantenir la pau és el nostre establiment militar. Els nostres braços han de ser poderosos, preparats per a l’acció instantània, de manera que cap agressor potencial pot tenir la temptació d’arriscar la seva pròpia destrucció... Aquesta conjunció d’un immens establiment militar i una gran indústria d’armes és nova en l’experiència nord-americana. La influència total, econòmica, política, fins i tot espiritual, se sent a totes les ciutats, a totes les cases estatals, a cada oficina del govern federal. Reconeixem la necessitat imperativa d’aquest desenvolupament. No obstant això, no hem de deixar de comprendre les seves greus implicacions. Els nostres treballs, recursos i mitjans de vida estan implicats; també és l’estructura mateixa de la nostra societat. Als consells del govern, hem de protegir-nos de l'adquisició d'una influència injustificada, que es busqui o no es busqui, pel complex militar-industrial . El potencial per a l’augment desastrós del poder fora de lloc existeix i persistirà. Mai hem de deixar que el pes d’aquesta combinació posi en perill les nostres llibertats o processos democràtics. No hauríem de donar res per fet. Només una ciutadania alerta i coneixedora pot obligar el malbaratament de l’enorme maquinària industrial i militar de defensa amb els nostres mètodes i objectius pacífics perquè la seguretat i la llibertat puguin prosperar junts. | » |

Es pensava que la frase era un complex industrial "basat en la guerra" abans de convertir-se en "militar" en esborranys posteriors del discurs d'Eisenhower, una afirmació transmesa només per la història oral. Geoffrey Perret, a la biografia d'Eisenhower, afirma que, en un esborrany del discurs, la frase era "complex militar-industrial-congressual", indicant el paper essencial que juga el Congrés dels Estats Units en la propagació de la indústria militar, però la paraula “congrés” es va retirar de la versió final. James Ledbetter anomena això una "concepció errònia tossuda" no recolzada per cap prova; també una afirmació de Douglas Brinkley que originalment era "complex militar-industrial-científic". A més, Henry Giroux afirma que originalment era un "complex militar-industrial-acadèmic". Els autors reals del discurs van ser els redactors de discursos d'Eisenhower Ralph E. Williams i Malcolm Moos.

Els intents de conceptualitzar alguna cosa semblant a un "complex militar-industrial" modern existien abans del discurs d'Eisenhower. Ledbetter troba el terme precís utilitzat el 1947 a prop del seu significat posterior en un article a Foreign Affairs de Winfield W. Riefler. L'any 1956, el sociòleg C. Wright Mills havia afirmat en el seu llibre The Power Elite que una classe de caps militars, empresarials i polítics, impulsats per interessos mutus, eren els veritables líders de l'estat i, efectivament, estaven fora del control democràtic. Friedrich Hayek esmenta al seu llibre de 1944 The Road to Serfdom el perill d'un suport a l'organització monopolista de la indústria a partir de les restes polítiques de la Segona Guerra Mundial:
| « | Un altre element que després d'aquesta guerra pot reforçar les tendències en aquesta direcció serà alguns dels homes que durant la guerra han tastat els poders de control coercitiu i trobarà difícil reconciliar-se amb els papers més humans que faran Després heu de jugar [en temps pacífics]. | » |

Activistes de l'època de la guerra del Vietnam, com Seymour Melman, es van referir sovint al concepte, i l'ús va continuar durant la Guerra Freda⁣: George F. Kennan va escriure al seu prefaci al llibre de 1987 de Norman Cousins, The Pathology of Power, "Were the Soviet Union". per enfonsar-se demà sota les aigües de l'oceà, el complex militar-industrial nord-americà hauria de romandre, substancialment sense canvis, fins que es pogués inventar algun altre adversari. Qualsevol altra cosa seria un xoc inacceptable per a l'economia nord-americana".
A finals de la dècada de 1990, James Kurth va afirmar: "A mitjan dècada de 1980… el terme havia quedat en gran part fora de la discussió pública". Va continuar argumentant que "sigui quin sigui el poder dels arguments sobre la influència del complex militar-industrial en l'adquisició d'armes durant la Guerra Freda, són molt menys rellevants per a l'època actual".
Tanmateix, els estudiants i els crítics contemporanis del militarisme nord-americà continuen referint-se i emprant el terme. Per exemple, l'historiador Chalmers Johnson utilitza paraules del segon, tercer i quart paràgraf citats anteriorment de l'adreça d'Eisenhower com a epígraf del capítol dos ("Les arrels del militarisme americà") d'un volum de 2004 sobre aquest tema. El llibre de PW Singer sobre empreses militars privades il·lustra les maneres contemporànies en què la indústria, especialment la basada en la informació, encara interactua amb el federal dels EUA i el Pentàgon.
Les expressions economia de guerra permanent i corporativisme de guerra són conceptes relacionats que també s'han utilitzat en associació amb aquest terme.

## Postguerra Freda

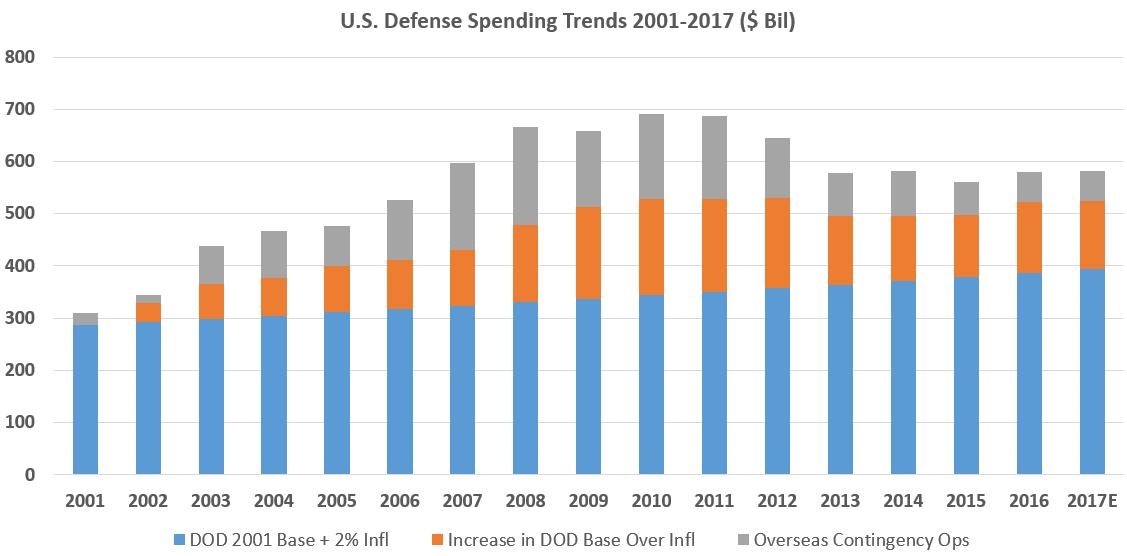
Despesa en defensa dels Estats Units 2001-2017

Al final de la Guerra Freda, els contractistes de defensa nord-americans van formular el que van anomenar la disminució de la despesa en armes del govern. Van veure l'escalada de tensions, com ara amb Rússia sobre Ucraïna, com a noves oportunitats per augmentar les vendes d'armes, i han empès el sistema polític, tan directament com a través de grups industrials com l' Associació Industrial de Defensa Nacional, a gastar més en maquinari militar. Els laboratoris d'idees nord-americans finançats per contractistes del Pentàgon com el Lexington Institute i el Atlantic Council també han exigit un augment de la despesa en vista de l'amenaça russa percebuda. Observadors occidentals independents com William Huntzberger, director del Projecte d'Armes i Seguretat del Centre per a la Política Internacional, va assenyalar que "el sondeig de sabre rus té beneficis addicionals per als fabricants d'armes perquè s'ha convertit en una part estàndard de l'argument per a una despesa més alta del Pentàgon... tot i que el Pentàgon ja té diners més que suficients per fer front a qualsevol amenaça real als Estats Units".